# Kristen Welker
Kristen Welker (Filadelfia, 1º luglio 1976) è una giornalista e conduttrice televisiva statunitense.
Giornalista di punta del canale NBC News, è corrispondente dalla Casa Bianca e co-conduttrice dei programmi Weekend Today, edizione del sabato di Today insieme a Peter Alexander.
Welker è anche nota per il suo ruolo di moderatrice durante i dibattiti tra i candidato alle elezioni presidenziali. Ha svolto tale ruolo durante il dibattito del 2020 tra il presidente Donald Trump e l'ex vicepresidente Joe Biden.

## Biografia
Welker è la figlia di Harvey e Julie Welker. Suo padre è un ingegnere, sua madre un'agente immobiliare. Il padre di Welker è bianco e sua madre è nera.  Si è laureata alla Germantown Friends School di Filadelfia nel 1994 e all'Harvard College con un Bachelor of Arts nel 1998. Ad Harvard, si è laureata in storia con lode. 

## Carriera
Welker ha lavorato presso le affiliate della ABC WLNE-TV a Providence, Rhode Island e KRCR-TV a Redding/Chico, in California, ed è entrata a far parte della NBC nel 2005 presso la consociata WCAU di Filadelfia, dove è stata giornalista e conduttrice del fine settimana. È poi entrata a far parte di NBC News nel 2010 come corrispondente con sede presso il quartier generale della NBC News West Coast a Burbank, in California. È diventata corrispondente della NBC dalla Casa Bianca nel dicembre 2011.
Welker rappresenta regolarmente MSNBC alle conferenze stampa quotidiane della Casa Bianca e ai rapporti in diretta per vari programmi sul canale. Di tanto in tanto si occupa di NBC Nightly News e Today. Il 10 gennaio 2020, la NBC ha annunciato che Welker sarebbe diventata la co-conduttrice regolare di Weekend Today insieme a Peter Alexander. Ha debuttato l'11 gennaio 2020. 

## Vita privata
Welker ha sposato John Hughes il 4 marzo 2017 a Filadelfia. La figlia è nata nel giugno 2021.